# Alessandro Garbisi
Alessandro Garbisi (Mirano, 11 aprile 2002) è un rugbista a 15 italiano, mediano di mischia del Mogliano in TOP10 e permit player del Benetton in United Rugby Championship.

## Biografia
Formatosi, come suo fratello maggiore Paolo, nelle giovanili del Mogliano, passò per l'Accademia federale FIR prima di esordire con il club veneto in TOP10 nel 2020 e, contemporaneamente, di giocare come permit player in United Rugby Championship con il Benetton.
Nel 2021 esordì in nazionale U-20 contro la Francia di categoria a Bastia e nel corso degli impegni di metà anno della nazionale maggiore il C.T. Kieran Crowley lo convocò insieme a un gruppo di giovani debuttanti; il battesimo internazionale, corredato di meta, è avvenuto a Bucarest contro la Romania il 1º luglio 2022; in tale occasione, lui e Paolo Garbisi, a otto anni di distanza da Mauro e Mirco Bergamasco, sono stati i primi fratelli italiani iscritti sullo stesso foglio gara di un incontro della nazionale maggiore.